# Lycenchelys cicatrifer
Lycenchelys cicatrifer är en fiskart som först beskrevs av Garman, 1899.  Lycenchelys cicatrifer ingår i släktet Lycenchelys och familjen tånglakefiskar. Inga underarter finns listade i Catalogue of Life.